# Осис, Улдис
У́лдис О́сис (латыш. Uldis Osis; 10 апреля 1948 года, Рига) — латвийский политик и экономист. Доктор экономических наук, профессор. Член корреспондент АН Латвии. Глава фирмы «Konsorts». Экс-министр финансов Латвии (при премьер-министре Валдисе Биркавсе). Депутат пятого Сейма Латвии. Один из основателей либеральной партии «Латвийский путь».
Улдис Осис родился 10 апреля 1948 году в Риге. В 19683 году окончил 8 классов в Первой Рижской государственной гимназии. С 1963 по 1968 год учился в Рижском мореходном училище, получив диплом штурмана дальнего плавания. С 1968 по 1977 год работал в ВМФ СССР помощником капитана (штурмана). В 1978 году окончил экономический факультет Ленинградского государственного университета. С 1982 по 1986 год проходил аспирантуру в московском НИЭИ Минэкономики. В 1986 году защитил кандидатскую экономических наук НИЭИ Минэкономики. В 1995 году возглавил предприятие «Konsorts». С 1994 по 1995 год депутат Сейма Латвии. С 1995 по 1997 год советник премьер-министра Сейма Латвии (консультирование по экономическим вопросам). С 1993 по 1994 год министр финансов Латвии. С 1991 по 1993 год первый заместитель министра финансов. В 2004 году избран членом корреспондентом АН Латвии.